# 沈哲浩
沈 哲浩（シム・チョルホ、朝鮮語: 심철호、1960年 - ）は、朝鮮民主主義人民共和国の政治家。逓信相、朝鮮労働党中央検査委員会委員などを歴任した。社会安全部政治局長を務めた沈昌完は父親。

## 経歴
1960年に生まれた。父親は社会安全部政治局長、朝鮮労働党中央委員会委員を歴任した沈昌完。1999年1月に逓信副相に任命されたが、2001年6月に国家安全保衛部を批判したために耀徳強制収容所に収容されたという。2003年3月に金正日総書記の指示により釈放され、通信機械工場に配置された。その後逓信副相に復帰したが、2006年に逓信省局長に降格された。2009年に逓信副相に復帰し、2010年9月28日に開催された朝鮮労働党第3回党代表者会で、朝鮮労働党中央検査委員会委員に選出された。2011年12月に金正日総書記が死去した際には、国家葬儀委員会委員に選ばれた。2012年2月に逓信相に任命され、2014年3月に最高人民会議第13期代議員に選出された。しかし、2014年9月以降逓信相としての活動が確認できなくなり、2015年10月に金光哲が逓信相として報道されたため解任されていたことが分かった。

## 参考サイト
- 북한정보포털

| 先代柳英燮 | 逓信相2012年 - 2015年 | 次代金光哲 |